# Igreja Matriz de Miranda do Corvo
A Igreja Matriz de Miranda do Corvo, também referida como Igreja Paroquial de Miranda do Corvo e Igreja de São Salvador, localiza-se na vila e no no Município de Miranda do Corvo.
Tem por patrono São Salvador. É um templo vasto e regularmente proporcionado. A frontaria segue o esquema neoclássico da igreja distrital usual à época: duas pilastras em cada lado, elevando-se a parte média; porta de cimalha e verga curvas, encimada pela janela do coro. O interior é de uma só nave, muito ampla. A cabeceira contém o retábulo principal e os colaterais datados do fim de setecentos.
Localiza-se numa elevação sobranceira à vila de Miranda do Corvo num local próximo de onde se julga ter existido um castelo.

## História
Os condes D. Henrique e D. Teresa doaram a igreja à Sé de Coimbra, indirectamente, isto é, D. Teresa e o bispo D. Gonçalo autorizaram o presbítero Árias a fundar a igreja, como fez, parecendo deduzir-se que foi em época anterior à incursão moura de 1116, tendo sido este que a doou à Sé, em 1138.
Em relação a construções anteriores à actual, há documentos comprovativos de uma nos finais do séc. XIV, sendo mestre dela o construtor João Fernandes.
O actual edifício provém duma reconstrução do último quartel do século XVIII, substituindo a velha igreja do século XV, por esta se ter arruinado completamente a ponto de ser demolida em 1785. A data de 1786 na porta principal corresponde ao início dos trabalhos.